# Egling (Bawaria)
Egling – miejscowość i gmina w Niemczech, w kraju związkowym Bawaria, w rejencji Górna Bawaria, w regionie Oberland, w powiecie Bad Tölz-Wolfratshausen. Leży około 20 km na północ od Bad Tölz.

## Polityka
Wójtem gminy jest Hans Sappl, rada gminy składa się z 16 osób.
|      | CSU | SPD | FWG Großgemeinde | VB Großgemeinde | Liste Altgemeinde Moosham | Razem |
| 2008 | 5   | 1   | 9                | 4               | 1                         | 16    |
| 2002 | 6   | 1   | 6                | 3               | -                         | 16    |